# 10888 Ямата-но-ороті
10888 Ямата-но-ороті (10888 Yamatano-orochi) — астероїд головного поясу, відкритий 6 грудня 1996 року.
Тіссеранів параметр щодо Юпітера — 3,117.
Названо на честь Ямата-но ороті (яп. 八岐の大蛇, восьмиголовий і восьмихвостий великий змій) — дракон в синтоїстській міфології.